# Oklahoma City Cavalry
Gli Oklahoma City Cavalry sono stati una squadra di pallacanestro statunitense con sede a Oklahoma City, nello Stato dell'Oklahoma.

## Storia
Fondati nel 1990, la squadra partecipò al campionato CBA dal 1990 al 1997, anno nel quale conquistò il titolo della lega stessa, per poi scomparire l'anno seguente.

## Stagioni
| Stagione | Lega | Denominazione         | V  | P  | %    | Piazzamento | Play-off             |
| -------- | ---- | --------------------- | -- | -- | ---- | ----------- | -------------------- |
| 1990-91  | CBA  | Oklahoma City Cavalry | 18 | 38 | 32,1 | 4º          | -                    |
| 1991-92  | CBA  | Oklahoma City Cavalry | 33 | 23 | 58,9 | 1º          | Secondo turno        |
| 1992-93  | CBA  | Oklahoma City Cavalry | 25 | 31 | 44,6 | 3º          | -                    |
| 1993-94  | CBA  | Oklahoma City Cavalry | 24 | 32 | 42,9 | 4º          | -                    |
| 1994-95  | CBA  | Oklahoma City Cavalry | 35 | 21 | 62,5 | 1º          | Finale di conference |
| 1995-96  | CBA  | Oklahoma City Cavalry | 34 | 22 | 60,7 | 2º          | Primo turno          |
| 1996-97  | CBA  | Oklahoma City Cavalry | 29 | 27 | 51,8 | 2º          | Campioni             |